# 8 شعبان
- السبت
- الأحد
- الاثنين
- الثلاثاء
- الأربعاء
- الخميس
- الجمعة

- 2525 يناير 2025
- 2626 يناير 2025
- 2727 يناير 2025
- 2828 يناير 2025
- 2929 يناير 2025
- 3030 يناير 2025
- 131 يناير 2025
- 21 فبراير 2025
- 32 فبراير 2025
- 43 فبراير 2025
- 54 فبراير 2025
- 65 فبراير 2025
- 76 فبراير 2025
- 87 فبراير 2025
- 98 فبراير 2025
- 109 فبراير 2025
- 1110 فبراير 2025
- 1211 فبراير 2025
- 1312 فبراير 2025
- 1413 فبراير 2025
- 1514 فبراير 2025
- 1615 فبراير 2025
- 1716 فبراير 2025
- 1817 فبراير 2025
- 1918 فبراير 2025
- 2019 فبراير 2025
- 2120 فبراير 2025
- 2221 فبراير 2025
- 2322 فبراير 2025
- 2423 فبراير 2025
- 2524 فبراير 2025
- 2625 فبراير 2025
- 2726 فبراير 2025
- 2827 فبراير 2025
- 2928 فبراير 2025

8 شعبان أو 8 شعبان المُعَظّم أو يوم 8 \ 8 (اليوم الثامن من الشهر الثامن) هو اليوم الخامس عشر بعد المائتين (215) من أيَّام السنة (أو السادس عشر بعد المائتين لو كان شهر جمادى الآخرة مُتممًا لليوم الثلاثين أو السابع عشر بعد المائتين لو أتم كلاً من صفر وربيع الآخر وجمادى الآخرة ثلاثين يوماً) وفق التقويم الهجري القمري (العربي). يبقى بعده 139 أو 140 يومًا لانتهاء السنة.

## أحداث
- 1367 هـ - مصر وسوريا والسعودية والأردن ولبنان والعراق يهاجمون القوات الإسرائيلية في الأراضي الفلسطينية المحتلة.
- 1375 هـ - إعلان استقلال تونس عن فرنسا ما عدا ميناء بنزرت، وذلك بعد حلقات من الكفاح، ومفاوضات هزيلة أجراها «الحبيب بورقيبة» مع الحكومة الفرنسية في باريس، احتفظت فيها فرنسا ببعض الامتيازات.
- 1393 هـ - افتتاح مؤتمر حركة عدم الانحياز الرابع في الجزائر.
- 1395 هـ - اغتيال رئيس بنغلاديش مجيب الرحمن في انقلاب عسكري.
- 1397 هـ - انتهاء حرب الأيام الأربعة بين مصر وليبيا.
- 1399 هـ - الرئيس الأمريكي جيمي كارتر يوقع على اتفاق يقضي بمنح مساعدات سرية للمعارضين للحكم السوفيتي بأفغانستان.
- 1404 هـ - الزعيم الليبي معمر القذافي يتعرض لمحاولة اغتيال فاشله.
- 1411 هـ - العراق يقبل بالمقترح السوفييتي لوقف إطلاق النار، والولايات المتحدة ترفض هذا المقترح لكنها تعد العراق بأنها لن تهاجم القوات العراقية التي ستنسحب من الكويت في غضون 24 ساعة.
- 1412 هـ - دولة الكويت والمملكة المتحدة توقعان مذكرة تفاهم كويتية / بريطانية حول التعاون الدفاعي بين البلدين.
- 1425 هـ - الولايات المتحدة تطرد ناشط السلام البريطاني المسلم يوسف إسلام، وتذكر أنه على قائمة الممنوعين من دخول أمريكا لأسباب تتعلق بالأمن القومي.
- 1426 هـ -
  - القوات الإسرائيلية تكمل انسحابها أحادي الجانب من قطاع غزة.
  - قاضي من المحكمة الفيدرالية بولاية أوريغون يعلن إسقاط شامل لجميع التهم الموجهة إلى مكتب مؤسسة الحرمين الخيرية في الولاية وعدم أحقية الحكومة في رفع القضية مستقبلًا بنفس التهم.
- 1432 هـ - الإعلان عن استقلال جنوب السودان عن السودان الموحد، وسيلفا كير يؤدي اليمين رئيسًا لها، ويأتي الاستقلال نتيجة تصويت سكان الجنوب في استفتاء تقرير المصير والذي أجري قبل حوالي 6 أشهر.
- 1433 هـ - هجوم إرهابي يستهدف مقر القناة الإخبارية السورية في بلدة دروشا بريف دمشق، يسفر عن مقتل 3 إعلاميين و4 حراس أمن.
- 1438 هـ - مصرع 22 شخص على الأقل جراء إنفجار منجم للفحم في مدينة آزادشهر في إيران.
- 1439 هـ - فوز محمد صلاح بجائزة أفضل لاعب في الدوري الإنجليزي.

## مواليد
- 1332 هـ - أحمد حسن البكر، رئيس العراق.
- 1358 هـ - أسامة عباس، ممثل مصري.
- 1365 هـ - عبد العزيز الحماد، ممثل سعودي.
- 1370 هـ - ليلى حمادة، ممثلة مصرية.
- 1384 هـ - سابو، مصارع أمريكي من أصل لبناني.
- 1397 هـ - مهدي مهدوي كيا، لاعب كرة قدم إيراني.
- 1401 هـ - هاشم بن الحسين، أصغر الأبناء الذكور لملك الأردن السابق الحسين بن طلال.
- 1405 هـ - تتيانا، ممثلة لبنانية.
- 1409 هـ - دانة جبر، ممثلة سورية.

## وفيات
- 1348 هـ - حمد عبد الله الصقر، تاجر كويتي ورئيس أول مجلس شورى في الكويت.
- 1395 هـ - مجيب الرحمن، رئيس بنغلاديش.
- 1403 هـ - ميمي شكيب، ممثلة مصرية.
- 1405 هـ - أسد حيدر، مؤرخ دين عراقي.
- 1430 هـ - مصطفى أبو علي، مخرج سينمائي فلسطيني.
- 1434 هـ - أكرم الوتري، دبلوماسي وقانوني وشاعر عراقي.
- 1436 هـ - منقذ العلي، مذيع رياضي سوري.
- 8 شعبان - محمود حمدي زقزوق، وزير أوقاف مصري أسبق.

## وصلات خارجية
- صحيفة اليوم: حدث في مثل هذا اليوم.
- موقع قصة الإسلام: حدث في شهر شعبان.